# زي الهوا (فلم)
زي الهوا فيلم مصري من إنتاج عام 2006.

## قصة الفيلم
تدور أحداث الفيلم حول يوسف (خالد النبوي) مهندس مصري يعيش في شرم الشيخ، يحلم بالسفر للخارج ولكن حلمه يصعب تحقيقه بسبب موت والدته حيث تترك له شقيقته بسمة (مروة عبد المنعم) التي تعاني من تأخر في نموها العقلي، وفي نفس الوقت يعيش قصة حب مع سلمى (داليا البحيري)، كما أنه على علاقة بسيدة أعمال تدعى إنجي (غادة عبد الرازق)،هذه السيدة تحاول أن تستحوذ عليه ولكن قلبه مع سلمى، وتدور بعض الأحداث في شرم الشيخ.

## الممثلون
- خالد النبوي. (ممثل مصري)
- داليا البحيري. (ممثلة مصرية)
- غادة عبد الرازق. (ممثلة مصرية)
- محمود عبد المغني. (ممثل مصري)
- ريهام عبد الغفور. (ممثلة مصرية)
- مروة عبد المنعم. (ممثلة مصرية)
- خالد الغندور. (لاعب كرة قدم مصري)

## روابط خارجية
- مقالات تستعمل روابط فنية بلا صلة مع ويكي بيانات